# Liste der Schwimmeuroparekorde über 4 × 100 Meter Freistil
Die Schwimmeuroparekorde über 4 × 100 Meter Freistil sind die besten in der Schwimmdisziplin 4 × 100 m Freistil von Europäern geschwommenen Zeiten. Sie werden vom europäischen Schwimmverband LEN anerkannt. Europarekorde werden getrennt für Langbahnen (50 m) und Kurzbahnen (25 m) und getrennt für Männer und Frauen geführt. Im Folgenden wird die Europarekordentwicklung seit dem jeweils ersten anerkannten Europarekord aufgelistet.

## Langbahneuroparekorde Männer
| Nr. | Sportler                                                                    | Nation          | Zeit     | Datum              | Ort        |
| --- | --------------------------------------------------------------------------- | --------------- | -------- | ------------------ | ---------- |
| 1   | Zoltan Kiss, Gyula Dienes, Árpád Lengyel, Ferenc Csik                       | Ungarn          | 04:10,2  | 26. Juni 1937      | Budapest   |
| 2   | Gyula Zolyomi, István Kőrösi, Ödön Gróf, Ferenc Csik                        | Ungarn          | 04:06,6  | 15. August 1937    | Budapest   |
| 3   | Hermann Heibel, Hans Freese, Eduard Askamp, Helmuth Fischer                 | Deutsches Reich | 04:03,6  | 5. März 1938       | Bremen     |
| 4   | Otto Wille, Werner Birr, Werner Plath, Kurt von Eckenbrecher                | Deutsches Reich | 04:02,4  | 1. April 1938      | Kopenhagen |
| 5   | Gyula Zolyomi, Ferenc Csik, István Kőrösi, Ödön Gróf                        | Ungarn          | 04:02,0  | 14. Juli 1938      | Budapest   |
| 6   | Georges Vallerey junior, Jehan Vallerey, Charles Babey, Alex Jany           | Frankreich      | 03:56,8  | 15. Dezember 1946  | Toulouse   |
| 7   | László Gyöngyösi, Imre Nyéki, Zoltán Szilárd, Géza Kádas                    | Ungarn          | 03:56,8  | 20. August 1949    | Budapest   |
| 8   | Wjatscheslaw Kurennoi, Pjotr Breus, Bogacew, Lew Balandin                   | Sowjetunion     | 03:49,3  | 9. März 1954       | Stockholm  |
| 9   | Igor Luschkowski, Gennadi Nikolajew, Wiktor Konopljow, Witali Sorokin       | Sowjetunion     | 03:47,40 | 23. Juli 1958      | Moskau     |
| 10  | Witali Sorokin, Victor Polevoj, Morgacew, Igor Luschkowski                  | Sowjetunion     | 03:47,10 | 16. August 1959    | Moskau     |
| 11  | Gyula Dobay, György Müller, Slanka, László Lantos                           | Ungarn          | 03:46,9  | 18. September 1960 | Budapest   |
| 12  | Uwe Jacobsen, Hermann Haverkamp, Hans-Joachim Klein, Gerhard Hetz           | BR Deutschland  | 03:45,5  | 24. Mai 1962       | Moskau     |
| 13  | Alain Gottvallès, Gérard Gropaiz, Jean-Pierre Curtillet, Robert Christophe  | Frankreich      | 03:42,5  | 10. August 1962    | Thionville |
| 14  | Alain Gottvallès, Gérard Gropaiz, Robert Christophe, Jean-Pierre Curtillet  | Frankreich      | 03:42,5  | 13. September 1964 | Budapest   |
| 15  | Horst-Günter Gregor, Peter Sommer, Udo Poser, Frank Wiegand                 | DDR             | 03:38,1  | 31. August 1965    | Leipzig    |
| 16  | Wiktor Masanow, Leonid Iljitschow, Wladimir Berezin, Wladimir Schuwalow     | Sowjetunion     | 03:28,89 | 22. März 1966      | Moskau     |
| 17  | Frank Wiegand, Udo Poser, Horst-Günter Gregor, Peter Sommer                 | DDR             | 03:36,8  | 26. August 1966    | Utrecht    |
| 18  | Sergei Gussew, Semjon Beliz-Geiman, Georgijs Kuļikovs, Leonid Iljitschow    | Sowjetunion     | 03:35,6  | 21. September 1967 | Tiflis     |
| 18  | Leonid Iljitschow, Sergei Gussew, Jewgeni Spiridonow, Georgijs Kuļikovs     | Sowjetunion     | 03:35,6  | 3. April 1968      | Tallinn    |
| 19  | Wladimir Bure, Wladimir Kriwzow, Rybakow, Andrei Smirnow                    | Sowjetunion     | 03:28,89 | 14. März 1975      | Dresden    |
| 20  | Wladimir Bure, Andrei Smirnow, Andrei Krylow, Andrei Bogdanow               | Sowjetunion     | 03:26,6  | 12. März 1976      | Tallinn    |
| 21  | Klaus Steinbach, Andreas Schmidt, Jürgen Könnecker, Peter Nocke             | BR Deutschland  | 03:26,57 | 16. August 1977    | Jönköping  |
| 22  | Per Wikström, Per-Alvar Magnusson, I. Andersson, Anders Holmertz            | Schweden        | 03:26,34 | 1. September 1979  | Tokio      |
| 23  | Serhij Krassjuk, Andrei Krylow, Alexei Markowski, Sergei Kopljakow          | Sowjetunion     | 03:24,39 | 2. März 1980       | Leningrad  |
| 24  | Michael Groß, Peter Knust, Wilfried Kühlem, Andreas Schmidt                 | BR Deutschland  | 03:23,87 | 29. Juli 1981      | Heidelberg |
| 25  | Serhij Krassjuk, Alexei Markowski, Sergei Kopljakow, Sergei Smirjagin       | Sowjetunion     | 03:21,69 | 21. August 1981    | Kiew       |
| 26  | Sergei Smirjagin, Serhij Krassjuk, Wolodymyr Tkatschenko, Alexei Markowski  | Sowjetunion     | 03:20,88 | 25. Juli 1983      | Rom        |
| 27  | Sergei Smirjagin, Serhij Krassjuk, Alexei Markowski, Kurbatov               | Sowjetunion     | 03:20,19 | 23. August 1984    | Moskau     |
| 28  | Dirk Richter, Thomas Flemming, Steffen Zesner, Sven Lodziewski              | DDR             | 03:19,17 | 21. Juli 1987      | Straßburg  |
| 29  | Gennadi Prigoda, Juri Baschkatow, Nikolai Jewsejew, Wolodymyr Tkatschenko   | Sowjetunion     | 03:17,11 | 23. Juli 1991      | Seoul      |
| 30  | Pawlo Chnykin, Gennadi Prigoda, Weniamin Tajanowitsch, Alexander Popow      | Sowjetunion     | 03:17,11 | 23. Juli 1991      | Athen      |
| 31  | Roman Jegorow, Alexander Popow, Wladimir Predkin, Wladimir Pyschnenko       | Russland        | 03:17,06 | 23. Juli 1996      | Atlanta    |
| 32  | Alexander Popow, Roman Jegorow, Denis Pimankow, Wladimir Pyschnenko         | Russland        | 03:16,85 | 22. Juli 1997      | Sevilla    |
| 33  | Johan Kenkhuis, Mark Veens, Marcel Wouda, Pieter van den Hoogenband         | Niederlande     | 03:16,27 | 26. Juli 1999      | Istanbul   |
| 34  | Mark Veens, Johan Kenkhuis, Klaas-Erik Zwering, Pieter van den Hoogenband   | Niederlande     | 03:14,56 | 22. Juli 2001      | Fukuoka    |
| 35  | Alexander Popow, Denis Pimankow, Ivan Usov, Andrei Kapralov                 | Russland        | 03:14,06 | 20. Juli 2003      | Barcelona  |
| 36  | Massimiliano Rosolino, Alessandro Calvi, Christian Galenda, Filippo Magnini | Italien         | 03:14,04 | 25. März 2007      | Melbourne  |
| 37  | Amaury Leveaux, Fabien Gilot, Frédérick Bousquet, Alain Bernard             | Frankreich      | 03:12,54 | 19. Juni 2008      | Paris      |
| 38  | Amaury Leveaux, Grégory Mallet, Boris Steimetz, Frédérick Bousquet          | Frankreich      | 03:12,36 | 10. August 2008    | Peking     |
| 39  | Amaury Leveaux, Fabien Gilot, Frédérick Bousquet, Alain Bernard             | Frankreich      | 03:08,32 | 11. August 2008    | Peking     |

(Diese Liste ist noch unvollständig)

## Langbahneuroparekorde Frauen
| Nr. | Sportler                                                                              | Nation                 | Zeit     | Datum              | Ort        |
| --- | ------------------------------------------------------------------------------------- | ---------------------- | -------- | ------------------ | ---------- |
| 1   | Isabella Moore, Jennie Fletcher, Annie Speirs, Irene Steer                            | Vereinigtes Königreich | 05:52,8  | 15. Juli 1912      | Stockholm  |
| 2   | Jopie Selbach, Anna Timmermans, Rie Mastenbroek, Willy den Ouden                      | Niederlande            | 04:33,3  | 14. April 1934     | Rotterdam  |
| 3   | Jopie Selbach, Rie Mastenbroek, Catherina Wagner, Willy den Ouden                     | Niederlande            | 04:32,8  | 24. Mai 1936       | Rotterdam  |
| 4   | Elvi Svendsen, Gunvor Kraft, Birte Ove-Petersen, Ragnhild Hveger                      | Dänemark               | 04:29,7  | 08. Februar 1938   | Kopenhagen |
| 5   | Eva Arndt, Gunvor Kraft, Birte Ove-Petersen, Ragnhild Hveger                          | Dänemark               | 04:27,6  | 07. August 1938    | Kopenhagen |
| 6   | Mária Littomericzky, Éva Novák, Éva Székely, Katalin Szöke                            | Ungarn                 | 04:27,2  | 27. April 1952     | Moskau     |
| 7   | Ilona Novák, Judit Temes, Éva Novák, Katalin Szőke                                    | Ungarn                 | 04:24,4  | 01. August 1952    | Helsinki   |
| 8   | Hennie van der Velde, Willy Lambour, Sieta Posthumus, Cocky van Engelsdorp-Gastelaars | Niederlande            | 04:18,20 | 11. Juni 1960      | Leipzig    |
| 9   | Diana Wilkinson, Adrienne Branner, Jennifer Thompson, Linda Amos                      | Vereinigtes Königreich | 04:17,6  | 24. August 1962    | Leipzig    |
| 10  | Cocky van Engelsdorp-Gastelaars, Adrie Lasterie, Erica Terpstra, Ineke Tigelaar       | Niederlande            | 04:15,1  | 25. August 1962    | Leipzig    |
| 11  | Ann-Christine Hagberg, Thunell, Majvor Welander, Sabine Steinbach                     | Schweden               | 04:14,0  | 08. August 1963    | Stockholm  |
| 12  | Pauline van der Wildt, Erica Terpstra, Ineke Tigelaar, Wilhelmina van Weerdenburg     | Niederlande            | 04:12,3  | 27. Juni 1964      | Groningen  |
| 13  | Pauline van der Wildt, Toos Beumer, Wilhelmina van Weerdenburg, Erica Terpstra        | Niederlande            | 04:12,0  | 15. Oktober 1964   | Tokio      |
| 14  | Sipchenko, Rudenko, Natalja Ustinowa, Tamara Sosnowa                                  | Sowjetunion            | 04:11,3  | 27. August 1966    | Utrecht    |
| 14  | Mietta Strumolo, Mara Sacchi, Camino, Berti                                           | Italien                | 04:11,3  | 17. September 1967 | Sanremo    |
| 15  | Uta Schmuck, Gabriele Wetzko, Gabriele Perthes, Iris Komar                            | DDR                    | 04:04,68 | 04. April 1968     | Tallinn    |
| 16  | Magdolna Patoh, T. Kovacs, Andrea Gyarmati, Judit Turoczy                             | Ungarn                 | 04:02,6  | 24. August 1969    | Budapest   |
| 17  | Gabriele Wetzko, Iris Komar, Elke Sehmisch, Carola Schulze                            | DDR                    | 04:00,8  | 11. September 1970 | Barcelona  |
| 18  | Andrea Eife, Sylvia Eichner, Elke Sehmisch, Kornelia Ender                            | DDR                    | 03:58,11 | 30. August 1972    | München    |
| 19  | Gabriele Wetzko, Andrea Eife, Elke Sehmisch, Kornelia Ender                           | DDR                    | 03:55,55 | 30. August 1972    | München    |
| 20  | Andrea Eife, Andrea Hübner, Sylvia Eichner, Kornelia Ender                            | DDR                    | 03:52,45 | 08. September 1973 | Belgrad    |
| 21  | Kornelia Ender, Barbara Krause, Claudia Hempel, Angela Franke                         | DDR                    | 03:52,23 | 14. März 1975      | Dresden    |
| 22  | Ute Brückner, Barbara Krause, Claudia Hempel, Kornelia Ender                          | DDR                    | 03:49,37 | 26. Juli 1975      | Cali       |
| 23  | Rosemarie Gabriel, Andrea Pollack, Monika Seltmann, Barbara Krause                    | DDR                    | 03:48,8  | 02. Juni 1976      | Berlin     |
| 24  | Kornelia Ender, Petra Priemer, Andrea Pollack, Claudia Hempel                         | DDR                    | 03:45,5  | 25. Juli 1976      | Montreal   |
| 25  | Barbara Krause, Sarina Hülsenbeck, Caren Metschuck, Carmela Schmidt                   | DDR                    | 03:45,19 | 27. Juli 1980      | Moskau     |
| 26  | Barbara Krause, Caren Metschuck, Ines Diers, Sarina Hülsenbeck                        | DDR                    | 03:42,71 | 27. Juli 1980      | Moskau     |
| 27  | Birgit Meineke, Kristin Otto, Karen König, Heike Friedrich                            | DDR                    | 03:42,41 | 21. August 1984    | Moskau     |
| 28  | Karen König, Sabina Schulze, Heike Friedrich, Kristin Otto                            | DDR                    | 03:40,57 | 19. August 1986    | Madrid     |
| 29  | Manon van Rooijen, Wilma van Hofwegen, Thamar Henneken, Inge de Bruijn                | Niederlande            | 03:39,83 | 16. Juli 2000      | Sydney     |
| 30  | Katrin Meißner, Petra Dallmann, Sandra Völker, Franziska van Almsick                  | Deutschland            | 03:36,0  | 29. Juli 2002      | Berlin     |
| 31  | Petra Dallmann, Daniela Götz, Britta Steffen, Annika Liebs                            | Deutschland            | 03:35,22 | 31. Juli 2006      | Budapest   |
| 32  | Inge Dekker, Ranomi Kromowidjojo, Femke Heemskerk, Marleen Veldhuis                   | Niederlande            | 03:33,62 | 18. März 2008      | Eindhoven  |
| 33  | Inge Dekker, Ranomi Kromowidjojo, Femke Heemskerk, Marleen Veldhuis                   | Niederlande            | 03:31,72 | 26. Juli 2009      | Rom        |

(Diese Liste ist noch unvollständig)

## Langbahneuroparekorde Mixed
| Nr. | Sportler                                                                  | Nation                 | Zeit     | Datum           | Ort      |
| --- | ------------------------------------------------------------------------- | ---------------------- | -------- | --------------- | -------- |
| 1   | Luca Dotto, Luca Leonardi, Erika Ferraioli, Giada Galizi                  | Italien                | 03:25,02 | 22. August 2014 | Berlin   |
| 2   | Sebastiaan Verschuren, Joost Reijns, Ranomi Kromowidjojo, Femke Heemskerk | Niederlande            | 03:23,10 | 8. August 2015  | Kasan    |
| 3   | Ben Schwietert, Kyle Stolk, Femke Heemskerk, Ranomi Kromowidjojo          | Niederlande            | 03:21,81 | 29. Juli 2017   | Budapest |
| 4   | Matthew Richards, Duncan Scott, Anna Hopkin, Freya Anderson               | Vereinigtes Königreich | 03:21,68 | 27. Juli 2023   | Fukuoka  |

## Kurzbahneuroparekorde Männer
| Nr. | Sportler                                                                          | Nation      | Zeit     | Datum             | Ort         |
| --- | --------------------------------------------------------------------------------- | ----------- | -------- | ----------------- | ----------- |
| 1   | Gunnar Werner, Michael Söderlund, Andreas Holmertz, Göran Titus                   | Schweden    | 03:16,46 | 14. Dezember 1986 | Malmö       |
| 2   | Gennadi Prigoda, Alexei Borislavski, Weniamin Tajanowitsch, Wolodymyr Tkatschenko | Sowjetunion | 03:15,07 | 13. Dezember 1987 | Monte Carlo |
| 3   | Gunnar Werner, Andreas Holmertz, Michael Söderlund, Joakim Holmquist              | Schweden    | 03:14,00 | 19. März 1989     | Malmö       |
| 4   | Johan Nyström, Lars Frölander, Mattias Ohlin, Stefan Nystrand                     | Schweden    | 03:09,57 | 16. März 2000     | Athen       |
| 5   | Robert Lijesen, Bas van Velthoven, Mitja Zastrow, Robin van Aggele                | Niederlande | 03:09,18 | 9. April 2008     | Manchester  |
| 6   | Grégory Mallet, Fabien Gilot, William Meynard, Frédérick Bousquet                 | Frankreich  | 03:04,98 | 20. Dezember 2008 | Istres      |
| 7   | Alain Bernard, Frédérick Bousquet, Fabien Gilot, Yannick Agnel                    | Frankreich  | 03:04,78 | 15. Dezember 2010 | Dubai       |
| 8   | Clément Mignon, Fabien Gilot, Florent Manaudou, Mehdy Metella                     | Frankreich  | 03:03,78 | 3. Dezember 2014  | Doha        |
| 9   | Alessandro Miressi, Paolo Conte Bonin, Leonardo Deplano, Thomas Ceccon            | Frankreich  | 03:02,75 | 13. Dezember 2022 | Melbourne   |

(Diese Liste ist noch unvollständig)

## Kurzbahneuroparekorde Frauen
| Nr. | Sportler                                                                    | Nation      | Zeit     | Datum             | Ort         |
| --- | --------------------------------------------------------------------------- | ----------- | -------- | ----------------- | ----------- |
| 1   | Sabina Schulze, Katrin Meißner, Daniela Hunger, Manuela Stellmach           | DDR         | 03:38,77 | 12. Dezember 1987 | Monte Carlo |
| 2   | Simone Osygus, Antje Buschschulte, Katrin Meißner, Sandra Völker            | Deutschland | 03:34,69 | 19. April 1997    | Göteborg    |
| 3   | Inge Dekker, Hinkelien Schreuder, Chantal Groot, Marleen Veldhuis           | Niederlande | 03:33,32 | 8. April 2006     | Shanghai    |
| 4   | Hinkelien Schreuder, Femke Heemskerk, Ranomi Kromowidjojo, Marleen Veldhuis | Niederlande | 03:30,85 | 9. Dezember 2007  | Eindhoven   |
| 5   | Hinkelien Schreuder, Femke Heemskerk, Inge Dekker, Marleen Veldhuis         | Niederlande | 03:29,42 | 12. April 2008    | Manchester  |
| 6   | Hinkelien Schreuder, Inge Dekker, Ranomi Kromowidjojo, Marleen Veldhuis     | Niederlande | 03:28,22 | 19. Dezember 2008 | Amsterdam   |
| 7   | Inge Dekker, Femke Heemskerk, Maud van der Meer, Ranomi Kromowidjojo        | Niederlande | 03:26,53 | 5. Dezember 2014  | Doha        |

(Diese Liste ist noch unvollständig)